# Соловьёв, Трофим Ильич
Трофи́м Ильи́ч Соловьёв (30 июня 1916 — 9 августа 1990) — советский военнослужащий, командир артиллерийской батареи 9-й гвардейской механизированной бригады 3-го гвардейского механизированного корпуса 47-й армии Воронежского фронта, гвардии майор, Герой Советского Союза.

## Биография
Родился 17 (30) июня 1916 года на хуторе Верхнекумский (ныне Октябрьского района Волгоградской области) в крестьянской семье. Окончил 7 классов. Работал председателем сельского Совета.
В Красной Армии в 1937—1940 годах и с июля 1941 года. Участник В 1938 г. участвовал в боях у озера Хасан в 1938 и освободительного похода советских войск в Западную Украину в 1939 году. Накануне Великой Отечественной войны уволился в запас, жил и работал в Уссурийске.
На фронте в Великую Отечественную войну с сентября 1941 года. В 1942 году окончил артиллерийские курсы младших лейтенантов. Член ВКП(б)/КПСС с 1943 года.
Командир батареи 9-й гвардейской механизированной бригады гвардии старший лейтенант Трофим Соловьёв в боях за расширение плацдарма на правом берегу реки Днепр у села Селище Каневского района Черкасской области Украины в период с 1-го по 3 октября 1943 года умело руководил вверенным ему артиллерийским подразделением, отразившим тринадцать вражеских контратак, уничтожившим три танка и до роты пехоты. Всё это явилось результатом того, что гвардии старший лейтенант Т. И. Соловьёв грамотно и чётко корректировал огонь артиллерийской батареи.
Указом Президиума Верховного Совета СССР от 25 октября 1943 года за образцовое выполнение боевых заданий командования и проявленные при этом мужество и героизм гвардии старшему лейтенанту Трофиму Соловьёву присвоено звание Героя Советского Союза с вручением ордена Ленина и медали «Золотая Звезда».
После войны продолжал службу в армии. В 1945 году окончил Высшую артиллерийскую офицерскую школу, а в 1949 году — Высшую интендантскую офицерскую школу. С 1955 года в запасе в звании майора.
Жил в городе-герое Волгограде. Умер 9 августа 1990 года.
Награждён орденами Ленина, Красного Знамени, 2 орденами Отечественной войны 1-й степени, орденом Красной Звезды, медалями.